# Bug Hall
Brandon Hall (Fort Worth, Texas, 4 de febrero de 1985), más conocido como Bug Hall, es un actor estadounidense.

## Carrera

### 1994-2001: actor infantil, debut, primeros años
Hall fue elegido para interpretar al tierno Alfalfa Switzerz en la película infantil de 1994 The Little Rascals a la edad de 9 años por lo que allí realizó su debut. Por esta película se consagró como actor infantil durante la década de 1990 y el junto con otros cinco integrantes del reparto de la misma ganaron un otorgue Premio Young Artist Awards en a la Mejor Actuación de un Conjunto Juvenil en una película.
Después de Little Rascals, en 1995, Hall apareció en la comedia de fútbol Somos los peores de la directora Holly Golberg Sloan compartiendo créditos con Olivia d'Abo, Steve Guttenberg, Chauncey Leopardi, después en la película de John Landis, The Stupids, junto a Alex McKenna, Tom Arnold y Jessica Lundy. En 1996, fue nominado para un premio Youngstar (Mejor Actuación de un Actor Joven en una película hecha para Televisión) por su trabajo como Eddie Munster en la película de televisión de Fox, Los Munster 'Scary Little Christmas y a un niño pequeño en Disney Hércules en 1997. En 1998 interpretó el papel principal como Scout Bozell en la película Safety Patrol. 
También actuó en la producción Disney Honey, Whe Shrunk Ourselves como Adam Szalinski.

### 2001-2009: American Pie, Get a Clue, actor joven y adolescencia
Desde entonces Hall no ha dejado de aparecer en películas como adolescente y adulto joven. Estuvo en la película directa a DVD Sueños de adolescentes, lanzada en 2001 con Mischa Barton. También apareció en 2002, en la película original de Disney Channel Get a Clue (Los Detectives) protagonizada por Lindsay Lohan y Brenda Song. Hall ha tenido muchas apariciones notables como actor invitado en la televisión, apareciendo en The X-Files, Charmed, Strong Medicine, CSI: Crime Scene Investigation, Cold Case, Justice y Providence entre otras. 
Estuvo en el elenco principal de la séptima entrega de la exitosa saga American Pie titulada American Pie Presents: The Book of Love en 2009, con la cual protagonizó junto con Beth Behrs, Jennifer Holland, Eugene Levy y Brandon Hardesty.

### 2010-2016: Arachnoquake, Harley and the Davidson, cameos
Estuvo en la serie de televisión  Salvando a Grace  donde realizó un cameo, seguidamente también apareció en Mentes criminales y 90210 en el episodio Rush Hour. En 2012 protagonizó Arachnoquake. Después, en 2016, estuvo en la serie de televisión de Discovery Channel. Harley and the Davidsons una miniserie que trata sobre los retos que tuvieron que hacer los fundadores Harley Davidson, Walter Davidson, Arthur Davidson, y Bill Harley, durante los primeros años de la empresa. Compartiendo créditos con Robert Aramayo, Michiel Huisman, y Annie Read

## Vida personal
Brandon Hall, apodado Bug por su familia, nació en Fort Worth, Texas, el 4 de febrero de 1985. Es el actor más antiguo de su familia. Brandon se casó en 2017, y tiene dos hijas pequeñas. El 20 de junio de 2020 fue arrestado por posesión e ingesta de productos químicos volátiles, y fue transportado a la cárcel del condado de Parker, donde fue reservado para el procedimiento. Según el informe del Departamento de Policía de Weatherford. De acuerdo con TMZ, fueron los familiares de Brandon quienes solicitaron que la policía lo revisara, y los oficiales encontraron toneladas de latas en toda la habitación. La policía de Weatherford también le dijo al portal de noticias que le preguntaron a Brandon si inhalaba las latas de aerosol, él admitió haberlo hecho y que además no opuso resistencia al arresto.
El 27 de octubre de 2020, Hall subió un video de una hora a su canal de Youtube en el que hablo sobre su vida. Hall reveló que cuando era niño, había sufrido abusos sexuales a manos de su propio padre biológico, y más tarde de dos hombres que trabajaron en The Little Rascals. El mismo también dijo que gracias al Catecismo su vida cambio en torno a su alrededor y demás cosas.

## Filmografía
| Año  | Título                                  | Personaje              | Notas                                                                 |
| ---- | --------------------------------------- | ---------------------- | --------------------------------------------------------------------- |
| 1994 | Los Pequeños Traviesos                  | Carl "Alfalfa" Switzer | Debut                                                                 |
| 1995 | Tad                                     | Tad Lincoln            |                                                                       |
| 1995 | The Big Green                           | Newt Shaw              |                                                                       |
| 1996 | The Stupids                             | Buster Stupid          |                                                                       |
| 1996 | The Munster's Scary Little Christmas    | Eddie Munster          |                                                                       |
| 1997 | Honey, We Shrunk Ourselves              | Adam Szalinski         |                                                                       |
| 1997 | Hércules                                | Little Boy             | Voz                                                                   |
| 1998 | Safety Patrol                           | Scout Bozell           |                                                                       |
| 1998 | Kelly Kelly                             | Brian Kelly            | Serie de televisión                                                   |
| 1998 | Mel                                     | Travis                 |                                                                       |
| 1999 | Providence                              | Jackie                 | Episodio Guys and Dolls (Temporada 1, episodio 16)                    |
| 2000 | Skipped Parts                           | Sam Callahan           |                                                                       |
| 2002 | Get a Clue                              | Jack Downey            | Telefilm                                                              |
| 2003 | Arizona Summer                          | Scott                  |                                                                       |
| 2003 | The King and Queen of Moonlight Bay     | Tim Spooner            | Telefilm                                                              |
| 2003 | Footsteps                               | Spencer Weaver         |                                                                       |
| 2004 | CSI: Crime Scene Investigation          | Daniel Halburt         | Episodio Viva Las Vegas (Temporada 5, episodio 1)                     |
| 2004 | Strong Medicine                         | Steve Kelley           | Episodio A Dose of Reality (Temporada 7, episodio 8)                  |
| 2004 | Charmed                                 | Eddie Mullen           | Episodio Charmed Noir (Temporada 7, episodio 8)                       |
| 2005 | Cold Case                               | Matthew Adams          | Episodio Blank Generation (Temporada 2, episodio 11)                  |
| 2005 | Mortuary                                | Cal                    |                                                                       |
| 2006 | The O.C                                 | Robert                 | Episodio The Heavy Lifting (Temporada 3, episodio 15) (no acreditado) |
| 2006 | Justice                                 | Colin Clark            | Episodio Crucified (Temporada 1, episodio 6)                          |
| 2006 | CSI: Miami                              | Evan Dunlar            | Episodio High Octane (Temporada 5, episodio 7)                        |
| 2008 | The Day the Earth Stopped               | The Man                | directo a DVD                                                         |
| 2009 | Camouflage                              | Corey                  |                                                                       |
| 2009 | American Pie Presents: The Book of Love | Robert Shearson        | Protagonista - Directo a DVD                                          |
| 2010 | Saving Grace                            | Nick                   | 1 episodio                                                            |
| 2010 | Fortress                                | Michael                |                                                                       |
| 2010 | Boarding School 3D                      | Shane                  |                                                                       |
| 2010 | Nikita                                  | Robbie                 | The Recruit (Temporada 1, episodio 7) (Temporada 2, Episodio 22)      |
| 2011 | Criminal Minds                          | Ben                    | Episodio "With Friends like These" (Temporada 6, episodio 19)         |
| 2011 | 90210                                   | Derrius                | Episodio "Rush Hour" (Temporada 4, episodio 2)                        |
| 2012 | Arachnoquake                            | Paul                   | Telefilm                                                              |
| 2016 | Harley and the Davidsons                | Arthur Davidson        | Serie de tv                                                           |
| 2020 | This is the year                        | Donnie                 | Película junto a Selena Gomez                                         |